# 灣仔站 (香港)
灣仔站（英語：Wan Chai Station）是一個位於香港香港島灣仔區灣仔軒尼詩道與柯布連道交界地底，屬於港鐵港島綫的鐵路車站，於1985年5月31日啟用。

## 車站構造

### 樓層
灣仔站共設有3層，車站上層大堂、商店及客務中心等設施位於最接近地面的一層（L1層）；中間的一層（L3層）為1號月台（往柴灣）及下層大堂，該大堂內部並設有售票機及客務中心等設施；而最底層（L5層）則為2號月台（往堅尼地城）。
|                     |  | 港島綫往柴灣（銅鑼灣） | 1 |  |
| 分離式 · 開右邊车门 |  |                        |   |  |

|                     | 2 | 港島綫往堅尼地城（金鐘） |  |  |
| 分離式 · 開左邊车门 |   |                          |  |  |

### 大堂
灣仔站大堂設於修頓中心地底，車站設有10條扶手電梯連接大堂及月台以及50多部出入閘機。為了解決車站人流擠迫的問題，前地鐵公司曾為車站進行多次擴建。另外為了節約能源，車站的部分扶手電梯中會在非繁忙時間期間暫停使用。
現時灣仔站設有兩層大堂，而當中車站下層大堂與1號月台（往柴灣）設於同一層，由於下層大堂是後期由付費區改建，故此往返上層大堂的非付費區通道只有原為通往各月台及大堂的樓梯，並不設有任何扶手電梯或升降機連接。
而灣仔站上層大堂内亦設有商店與自助服務設施、香港郵政郵箱以及港鐵「會員服務站」等。
而現時灣仔站大堂及月台均設有免費由電訊盈科提供的Wi-Fi熱點，同時於車站1號月台的行人通道亦設有「iCentre」免費上網服務設施。
- 上層大堂（2023年4月）
- 下層大堂（2023年4月）

### 月台
灣仔站設有兩個分離式月台，並以兩層的側疊式月台排列，當中1號月台（往柴灣）設於上層；而2號月台（往堅尼地城）則設於下層，兩個月台並已裝設月台幕門。
另外，灣仔站至銅鑼灣站之間設有一條渡綫，以作特別的車務調動之用。
- 1號月台（2021年5月）
- 2號月台（2021年5月）

### 出入口
現時灣仔站共設有9個出入口，其中A5出口直通柯布連道行人天橋連接灣仔北行人天橋系統；而D出口則直通利東街商場地庫。
|                                                     |                                    | |      |
| 編號                                                | 指示                               | 建議前往的目的地 | 圖片 |
| 出口 · A · 1 · 盲道标志                             | 駱克道                             | 告士打道88號、明怡美憬閣精選酒店、聯合鹿島大廈、木棉花公寓、駱克道、安盛中心、資本中心、光大中心、綠在灣仔、工聯會醫療服務中心、問月酒店、告士打道、香港諾富特世紀酒店、兆安中心、The Hari Hotel、灣仔游泳池、越秀大廈、浙江興業大廈 |      |
| 出口 · A · 2 · 盲道标志                             | 駱克道                             | 香港法國文化協會、中國人壽大廈、香港運輸物流學會、香港王子酒店、凱聯大廈、軒尼詩道、廉政公署、駱克道市政大廈、海外信託銀行大廈、V Wanchai Serviced Apartments |      |
| 出口 · A · 3 · 扶手电梯标志                         | 莊士敦道                           | 208 Johnston、皇后大道東248號、莊士敦道、動漫基地、藍屋、、民政處諮詢中心、英皇集團中心、環境資源中心、香港遊樂場協會修頓場館、港島英迪格酒店、富薈灣仔酒店、灣仔薈賢居、呂祺教育服務中心、循道衛理國際禮拜堂、舊灣仔街市、壹環、東方188商場、保良局灣仔護老院暨長者日間護理中心、伊利沙伯體育館、律敦治醫院／鄧肇堅醫院、救世軍、修頓花園、聖雅各福群會真光護老之家、大有大廈、大有廣場、太原街、楹寓、東華三院李賜豪小學、貝夫人普通科門診診所、W Square、灣仔街市、Wanchai 88 Hotel、永倫立方、香港灣仔奕凨 |      |
| 出口 · A · 4 · 盲道标志                             | 軒尼詩道                           | 軒尼詩道、集成中心、恒生灣仔大廈、軒尼詩道官立小學、大同大廈、大業大廈、德安樓、The Hennessy、灣仔電腦城 |      |
| [ 註 1 ]                                            | 香港會議展覽中心                   | 東鐵綫會展站香港會議展覽中心、香港動漫海濱樂園、中環廣場／華潤大廈、會景閣、博覽海濱花園、金紫荊廣場、香港君悅酒店、鷹君中心／海港中心、港灣道體育會、海濱休閒站、入境事務大樓、香港萬麗海景酒店、新鴻基中心、稅務大樓、香港愛護動物協會、萬麗海景酒店、瑞安中心、電訊大廈、灣景國際、香港瑞吉酒店、灣仔海濱長廊、灣仔運動場、灣仔政府大樓、水上運動及康樂主題區 |      |
| 出口 · 升降机标志                                   | 軒尼詩道（G層）                    | 軒尼詩道（G層） |      |
| 出口 · 升降机标志                                   | 行人天橋（U1層，柯布連道行人天橋） | |      |
| 出口 · B · 1                                        | 修頓球場                           | 中國旅行社、溫莎公爵社會服務大廈、灣仔皇悅酒店、家庭計劃指導會、香港家庭福利會、香港遊樂場協會、軒尼詩道、國際社會服務社、香港灣仔睿景酒店、Loplus@Johnston Serviced Apartments、盧押道、上海實業大廈、修頓中心、修頓球場 |      |
| 出口 · B · 2                                        | 修頓球場                           | 莊士敦道、輝盛閣、灣仔洪聖廟、南固臺、嘉諾撒聖方濟各書院、嘉諾撒聖方濟各學校 |      |
| 出口 · C                                            | 駱克道                             | 駱克道、利臨大廈、香港小童群益會、香港麗駿酒店、中國恆大中心、東城大廈、霸田商業中心、六國酒店、夏愨大廈、博匯大廈、香港演藝學院、香港藝術中心、海德中心、筆克大廈、香港警察總部、香港管理專業協會、華美粵海酒店、萬通保險大廈 |      |
| 出口 · D · 轮椅升降台标志 · 扶手电梯标志            | 利東街                             | 利東街、廈門街、大新金融中心、香港鄧鏡波書院、GARDENEast Serviced Apartments、合和中心、QRE Plaza、皇后大道東、春園街、囍滙、胡忠大廈、星域軒、聖佛蘭士街、進教圍、日街、月街、星街、聖公會聖雅各小學 |      |
| 註： 設有 \| 設有 \| 設有輪椅升降台 \| 設有扶手電梯 |                                    | |      |

### 車站藝術
|  | 《這是灣仔》 | Jevan Chowdhury | 連接月台及大堂通道 | 2020年3月 |
|  | 《這是灣仔》 | Jevan Chowdhury | 連接月台及大堂通道 | 2020年3月 |

## 利用狀況

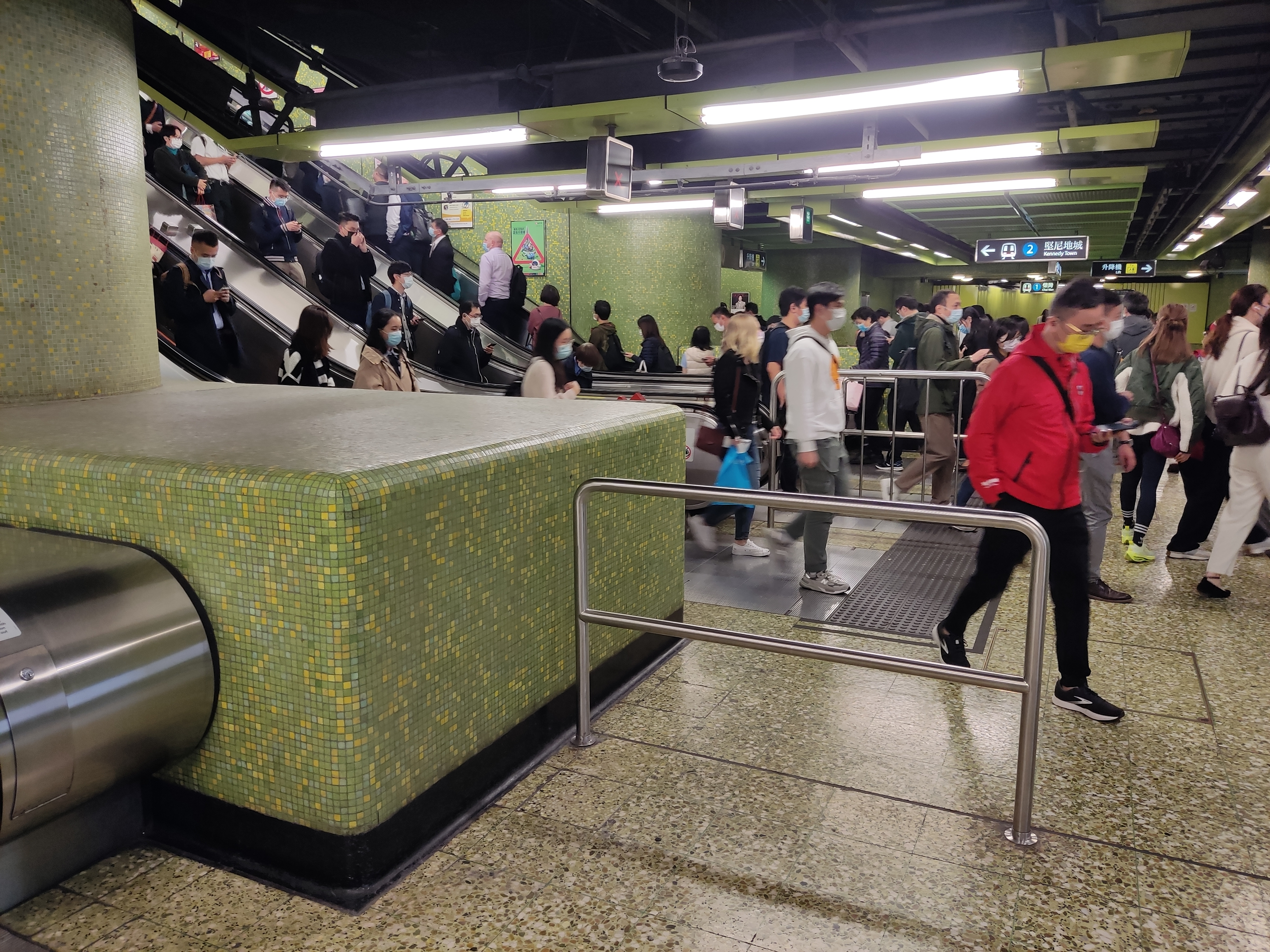
灣仔站龐大的客流量

灣仔站附近設有多個商業大廈及商場，並設有出入口連接灣仔北行人天橋系統接駁位於灣仔北的商業大廈、政府辦公大樓以及香港會議展覽中心，因此每天均有不少乘客進出車站。另外每當香港會議展覽中心舉行大型博覽活動時，車站人流並會更加容易出現擠逼情況，屆時港鐵亦會因應車站客流量而在車站實施人流管制措施。

## 接駁交通

### 與會展站關係
灣仔站與東鐵綫的會展站並非正式的轉車站，乘客若在兩站間轉乘，無論使用八達通還是單程車票，均會當作兩段車程處理，並繳納再入閘收費。

## 物業發展
灣仔站上蓋物業發展包括商廈修頓中心及住宅修頓花園。項目由恒隆地產、新世界發展及香港地下鐵路公司合作發展。基座為香港遊樂場協會的修頓室內場館及商業部分，商業部分前身為運通泰大酒樓，現時為華人置業的灣仔電腦城。

## 歷史

### 選址及啟用
灣仔站由前地下鐵路有限公司委托李景勳建築師事務所設計，而初期於設計灣仔站時，灣仔北的一帶據規劃為休憩用地。後來由於香港辦公室用地嚴重不足，再加上前地下鐵路有限公司決定於1982年3－4月期間清拆香港家庭計劃指導會作為興建港島綫車站之用，灣仔北一帶的空地故被改為商業區；而香港會議展覽中心的選址亦設於該處。而灣仔站最終於1985年5月31日隨港島綫（金鐘－柴灣段）而啟用，而車站大堂由香港寶嘉建築負責興建；而月台工程則由前田建設負責。

### 車站改善工程及增建出入口

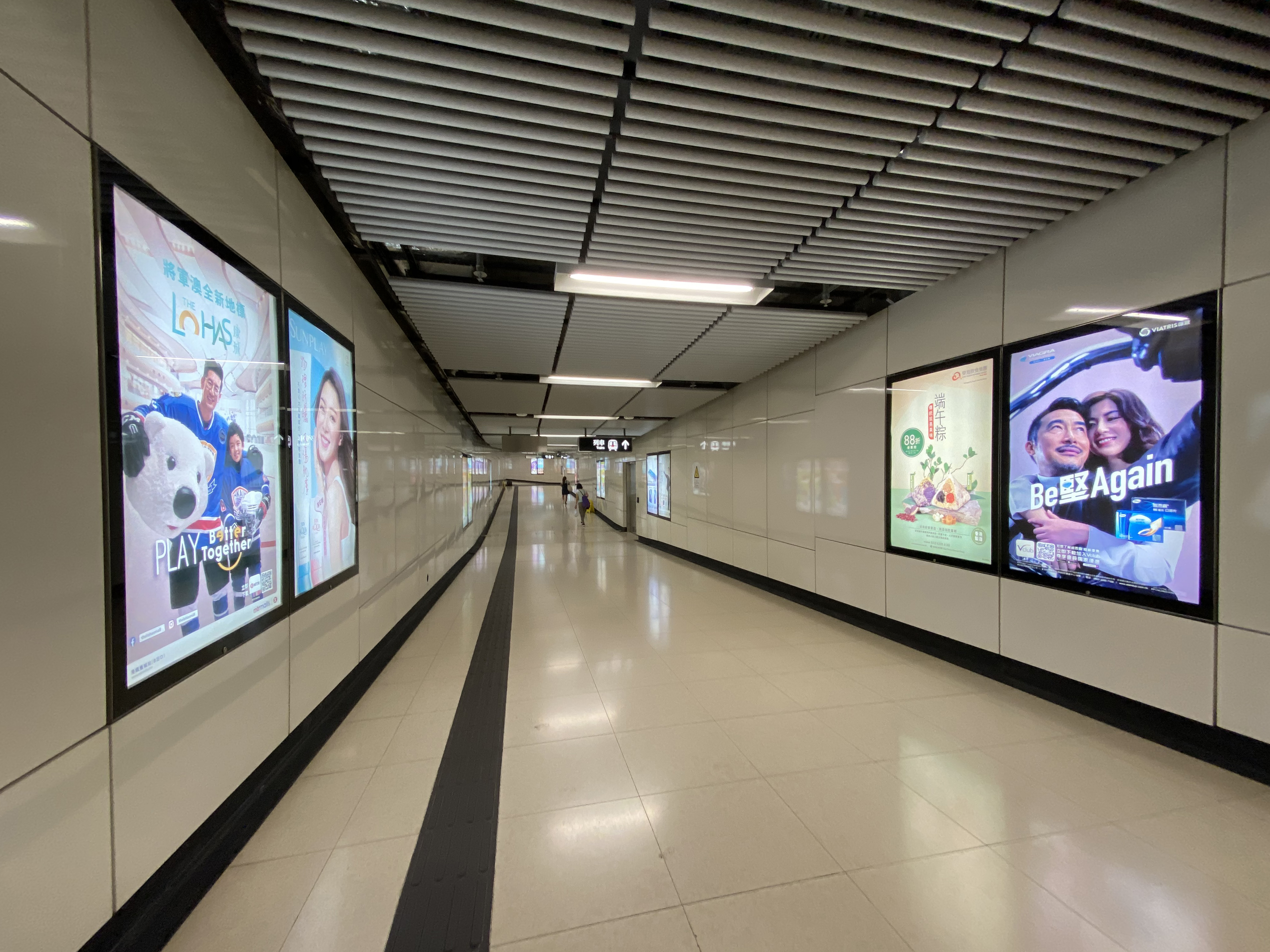
於後期增設的D出口通道以白色為主調

為了解決車站擠迫的問題，灣仔站在落成之後多次擴建。包括出入口由最初的4個（即現時的A1–A2、B1–B2出口）增至9個。當中C出口於1994年加設；而A3–A5出口皆於1997年6月落成啟用，其中A5出口則連接上跨軒尼詩道及告士打道的行人天橋，直通灣仔北商業區；而D出口則為配合囍滙（即利東街重建計劃，市區重建局重建項目H15）而興建，港鐵以興建行人隧道的方式由車站大堂經修頓球場地底橫跨莊士敦道，連接利東街商場地庫。建造工程方案已於2012年9月7日刊憲，並在2014年6月展開，而土地勘探及更改地下管綫工程於同年第三季展開，而出入口已於2017年12月22日落成啟用。
至於站內連接大堂及1號月台的扶手電梯數目亦由最初的4條增加至6條；而連接1、2號月台的扶手電梯數目亦由原先的3條增至4條。另外為節約能源，部分扶手電梯會於非繁忙時間期間暫停使用。而站內的出入閘機亦增至超過50部。此外，為能夠更快捷疏導車站龐大的客流，前地鐵公司並在後期將1號月台（港島綫往柴灣）的部分空間改為下層大堂。

### 隧視廣告
2004年1月，前地鐵公司聯同美國廣告公司，由金鐘站至灣仔站及由灣仔站至銅鑼灣站的管道內均設隧視廣告，曾被國泰航空等廣告商租用，長約二十秒，但維持了兩年後則未見有商戶租用。

### 南港島綫中途站（已取消）
根據地鐵公司原來的南港島綫（東段）計劃，該綫在其中一個方案（方案丙）為於灣仔站設站，灣仔站會進行擴建，並於莊士敦道地底興建新月台。倘若工程完成，灣仔站會成為南港島綫（東段）與港島綫的轉車站，方便乘客轉乘港島綫列車。但根據2007年12月的南港島綫方案，南港島綫（東段）並不會於灣仔站設站，換言之上述計劃已取消。

### 加設車站藝術品
2020年3月，港鐵於灣仔站兩個月台層近連接大堂的扶手電梯位置加設了長約150米的大型攝影裝置《這是灣仔》，作品由倫敦藝術家Jevan Chowdhury構思，並邀請40多名首席舞蹈員、獨舞員、群舞領舞員及市民參與。

### 事件

#### 反修例示威者破壞

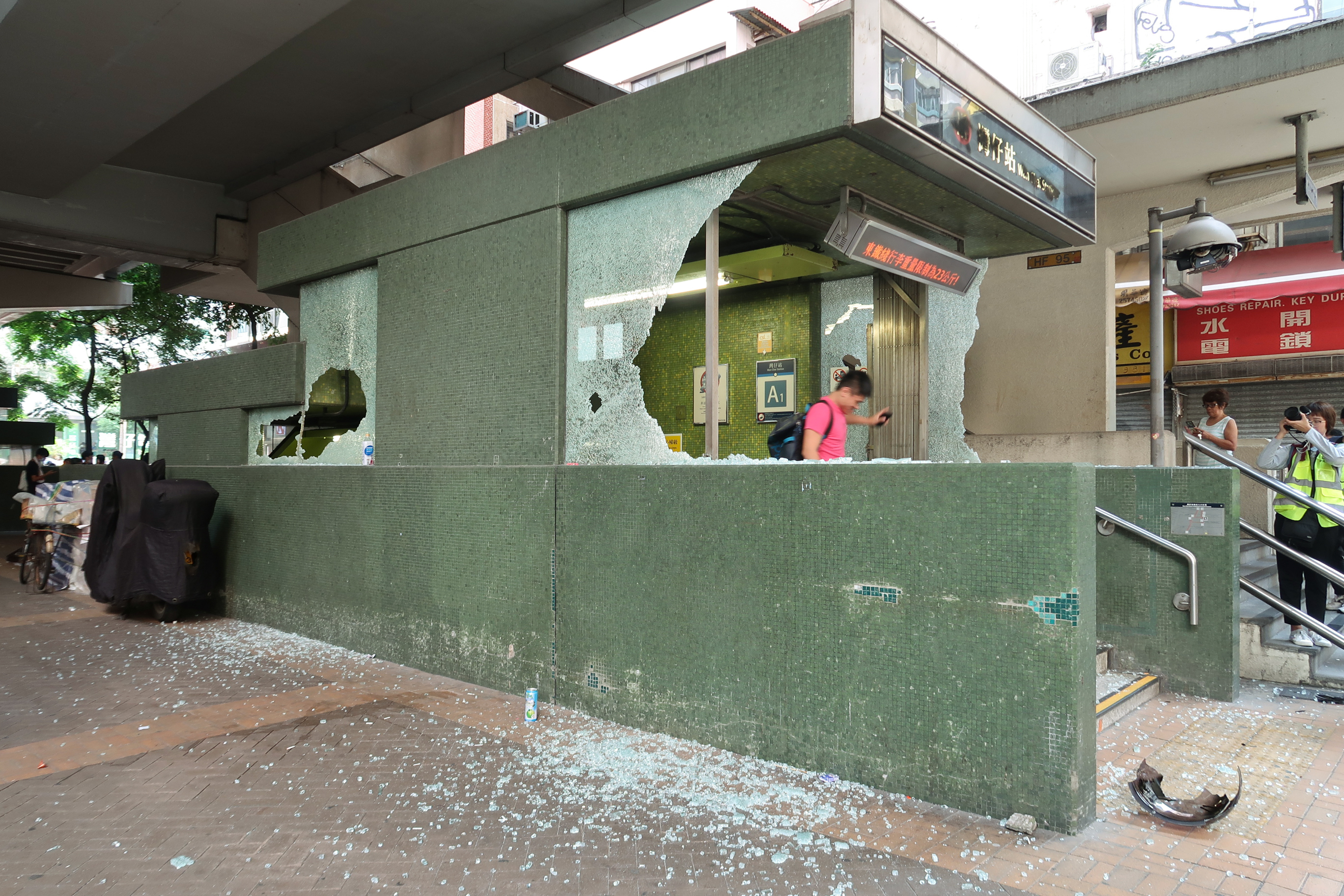
2019年9月15日，灣仔港鐵站A1出口玻璃被破壞

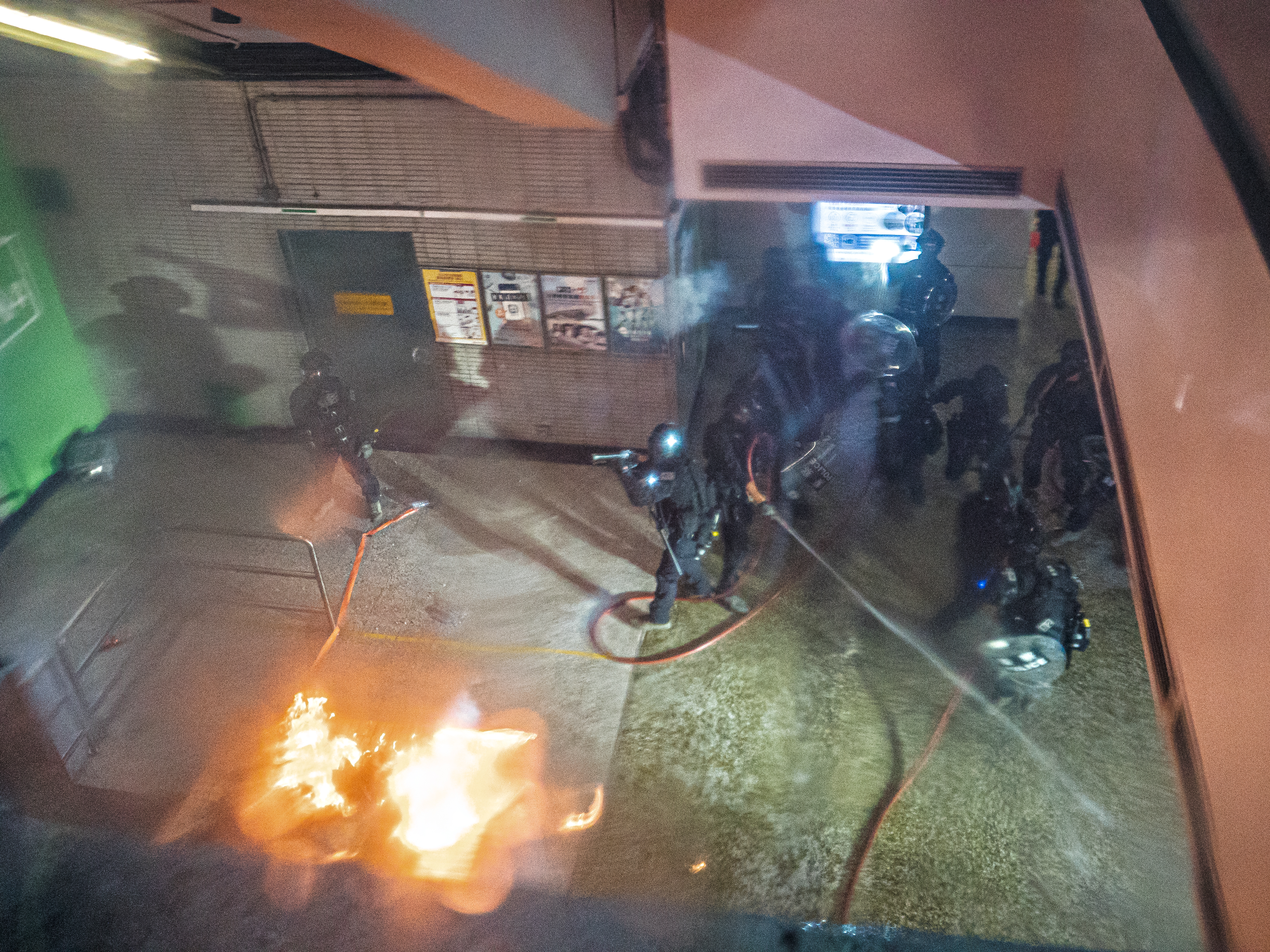
2019年9月29日全球反極權大遊行期間，並有示威者向灣仔站內擲磚頭及汽油彈，速龍小隊由灣仔站內向外開槍

- 2019年7月1日正值反修例風波，由於預期有大量反修例示威者在灣仔區內爆發衝突，包括號召包圍金紫荊廣場，當時警方以安全理由，要求港鐵臨時關閉此站，減少示威者聚集於灣仔一帶，影響升旗儀式進行。港島綫列車來回方向暫時不停此站，並要求所有在站內的乘客馬上離開灣仔站[22]。
- 2019年8月31日港島及九龍區多處示威，有反修例示威者在灣仔站2號月台（往堅尼地城）以金屬硬物破壞月台幕門並將雪糕筒和欄杆拋入路軌，往堅尼地城方向列車服務一度暫停，其後列車進站須以慢速行駛。港鐵強烈譴責有關行為[23]。
- 2019年9月8日，有反修例示威者到灣仔站打破車站玻璃及螢光幕玻璃，以及破壞售票機。隨後有防暴警員進入灣仔站制服多名示威者[24]。
- 2019年9月15日及同月29日全球反極權大遊行期間，灣仔站再度遭到示威者破壞，除窗戶被砸外，出入口亦遭到縱火[25]。
- 2019年11月14日早上約8時，一名女示威者為響應反修例癱瘓交通活動於灣仔站大堂不付費跳閘時，被一名休班警員發現截停，休班警員表明身份後該名女示威者卻嘗試逃走，隨後雙方有所衝突，而該名女示威者於車站樓梯隔着口罩咬該名警員右前臂約一分鐘，令該名警員的手臂脫皮損傷，最後該名女示威者雖成功逃去但遺下背囊，結果兩天後被控一項襲警罪被捕。2020年4月21日，該名女示威者承認一項襲警罪[26]，並於同年5月5日被判監禁14天[27]。

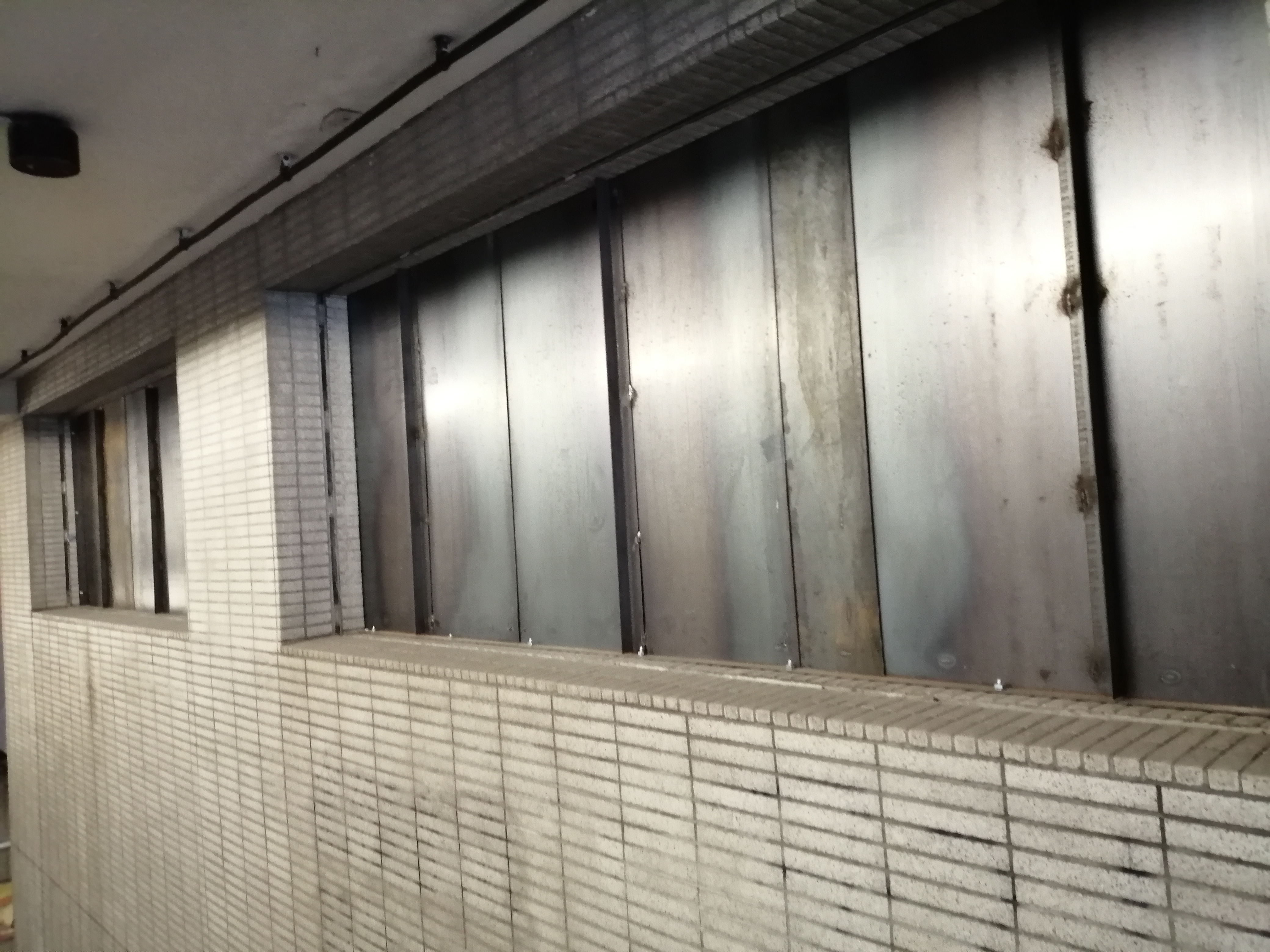
灣仔站遭到破壞的玻璃窗
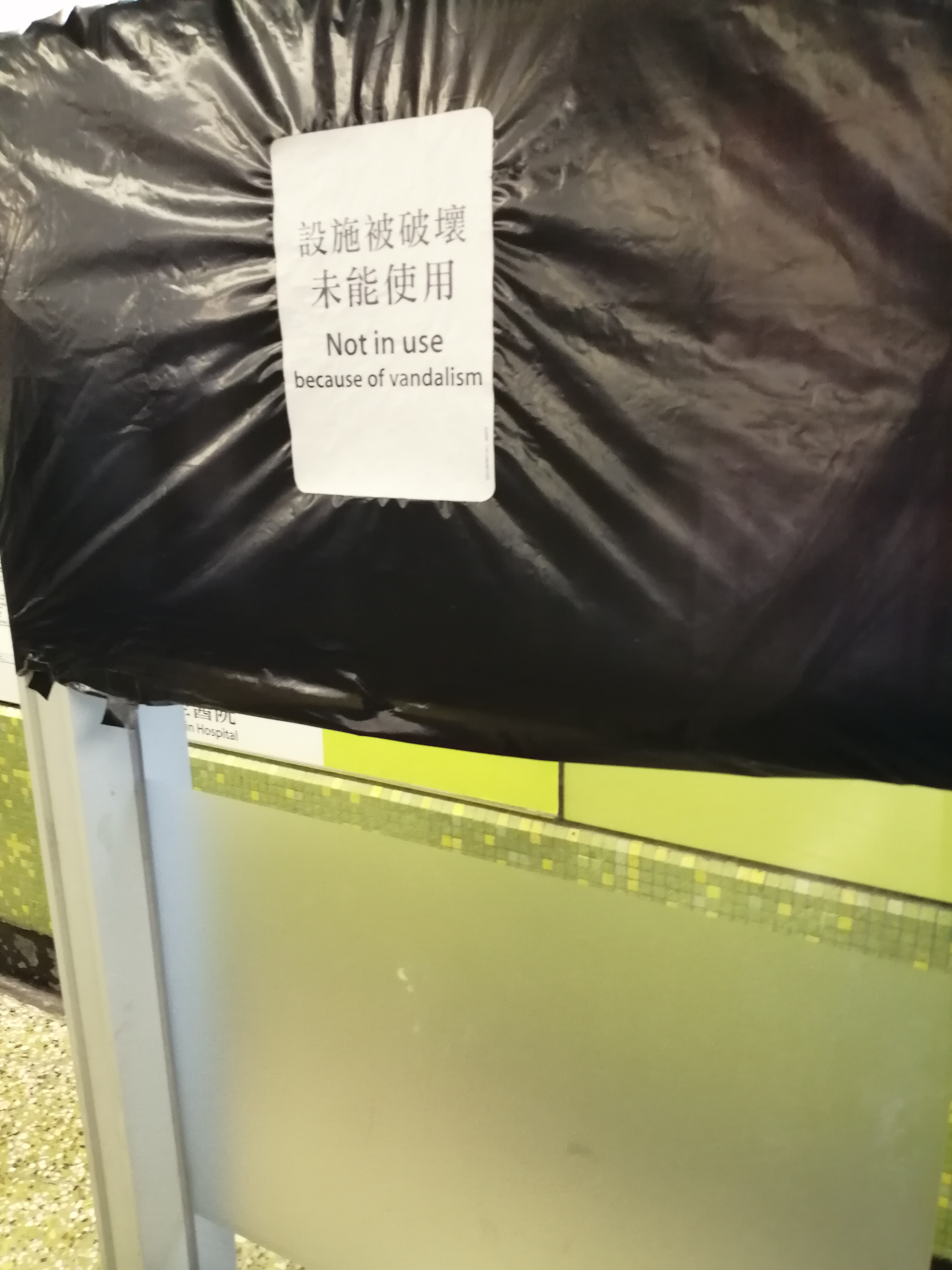
灣仔站遭到破壞的顯示屏
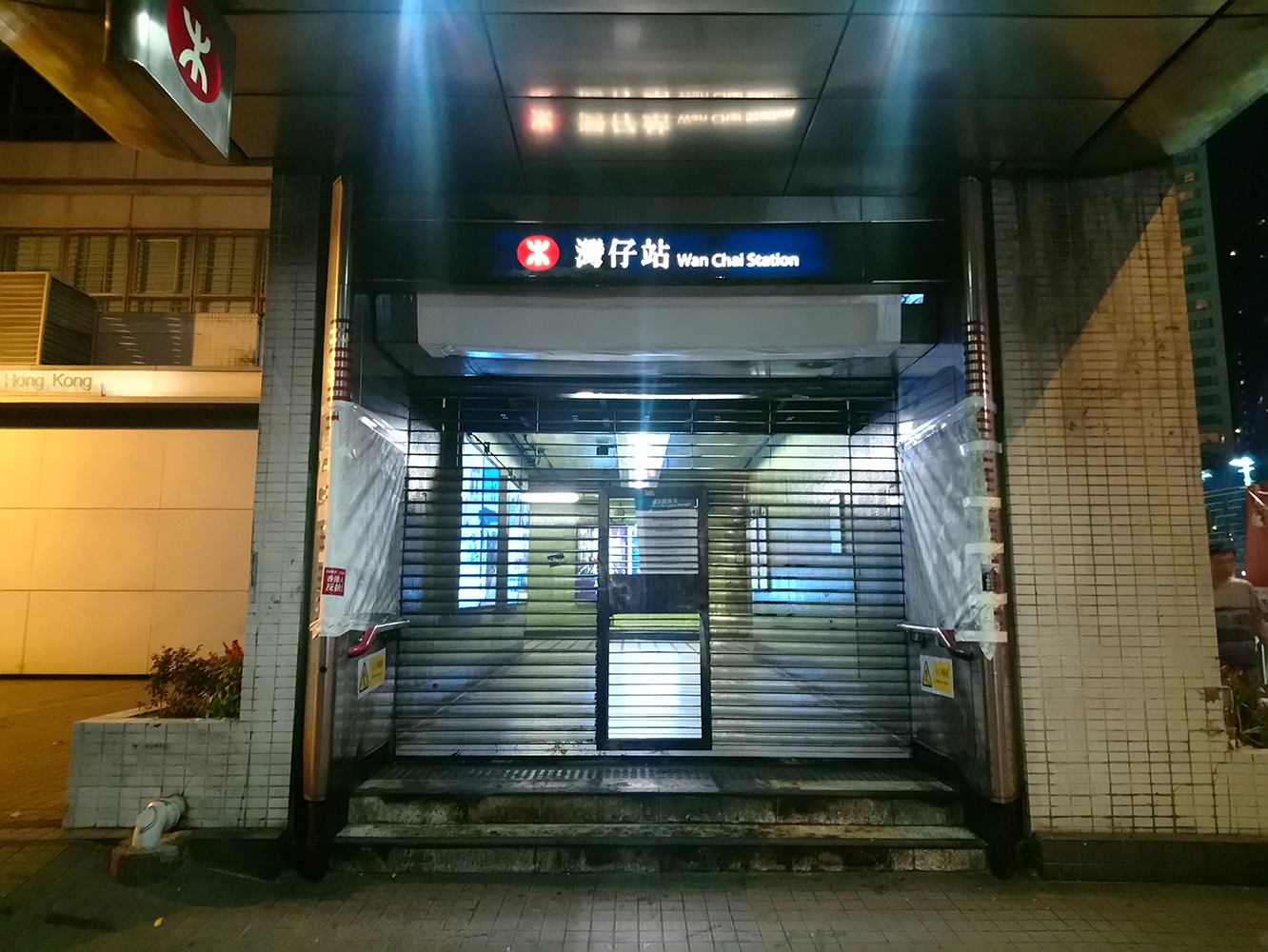
灣仔站B1出口被縱焚的痕跡

#### 其他
- 2005年12月，世界貿易組織第六次部長級會議在灣仔香港會議展覽中心舉行，因有反世貿示威者在灣仔區內爆發衝突，當時地鐵公司應警方要求臨時關閉此站，港島綫列車來回方向暫時不停此站[來源請求]。

## 註解
1. ↑  於星期一至五（公眾假期除外）上午08:15-09:30期間，此出入口祇供離站
2. ↑  例如香港書展、香港動漫電玩節或美食博覽等。

## 外部連結
- 港鐵公司－灣仔站街道圖（页面存档备份，存于）
- 港鐵公司－灣仔站位置圖（页面存档备份，存于）
- 港鐵公司－灣仔站列車服務時間（页面存档备份，存于）